# Adam Staudinger
Adam Staudinger (* 11. Oktober 1696 in Bodenheim; † 12. Juli 1762 in Bamberg) war ein deutscher Jesuit, Philosoph und Kirchenrechtler.

## Leben
Staudinger trat 1717 in den Jesuitenorden ein und erwarb den Magistergrad. Er war Lehrer am Jesuitenkolleg Heidelberg und am Jesuitenkolleg Würzburg, bevor er an der Universität Heidelberg nochmals ein Studium der Theologie und des Kirchenrechts aufnahm. Das Studium schloss er mit der Promotion zum Dr. iur. can. ab. Von 1731 bis 1733 lehrte er an der Universität Heidelberg als Professor der Philosophie die Logik und Metaphysik und war Präses des Seminars, bevor er als Professor der Moral an der Universität Würzburg tätig war.
Staudinger wurde 1736 an die Universität Heidelberg zurückberufen, an der er als Professor des kanonischen Rechts an der Juristischen Fakultät lehrte. Daneben war er Regens des Seminars, Rektor des Jesuitenkollegs und Rektor der Universität. Nach 1745 war er Rektor der Ordensniederlassungen in Fulda, Speyer, Erfurt und schließlich ab 1759 in Bamberg.

## Werke (Auswahl)
- De iureiurando, Heidelberg 1738.
- De officio iudiciis ecclesiastici et civilis, Heidelberg 1738.
- De simonia, Heidelberg 1739.
- De renuntiatione, Heidelberg 1740.